# 鄭楚然

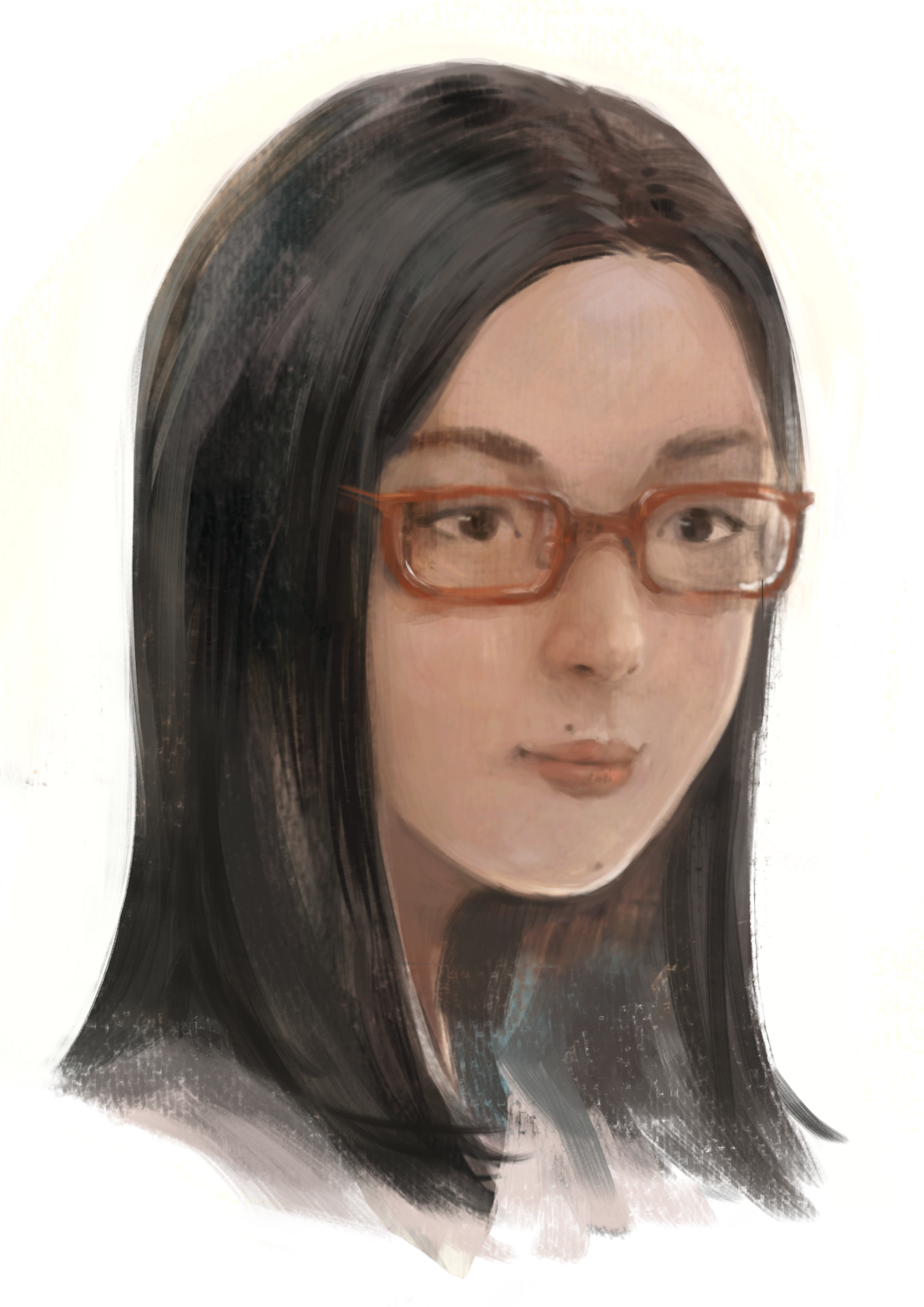
郑楚然画像

郑楚然（1989年—），暱稱大兔，中國大陸女權主義活動者。常年關注女性被性別歧視的問題，致力争取女性權利，與李婷婷（暱稱：麥子）、韋婷婷、武嶸嶸和王曼等人合稱為「女權五姊妹」。2016年，入選BBC「巾帼百名」（100 Woman）。

## 生平
郑楚然出生在中国广州，2012年毕业于中山大学社會學與人類學學院社會學專業，拥有双学士学位。毕业以后，进入广州的女權组织Sinner-B。郑楚然的丈夫是劳工运动组织者危志立。

## 女权活动

### 反对职场性别歧视、职场性骚扰
2012年三八妇女节，她发起了街头行为艺术“消灭咸猪手”，用在街头吃“咸猪手”的方式来表示对职场性骚扰的反对。。在粤语地区，常常将“咸猪手”指代为“性骚扰”。2012年4月26日，正在中山大学念大四、准备毕业的郑楚然给中国500强企业的CEO寄出了一封信，呼吁各大企业在招录新员工时要性别平等、不歧视女性。
2012年5月，她策划了一个街头行为艺术活动，反对职场歧视怀孕员工。